# Muizenoortjesknolgalwesp
De muizenoortjesknolgalwesp (Aulacidea subterminalis) is een vliesvleugelig insect uit de familie van de echte galwespen (Cynipidae). De wetenschappelijke naam van de soort is voor het eerst geldig gepubliceerd in 1946 door Niblett.